# Choi Soon-sil

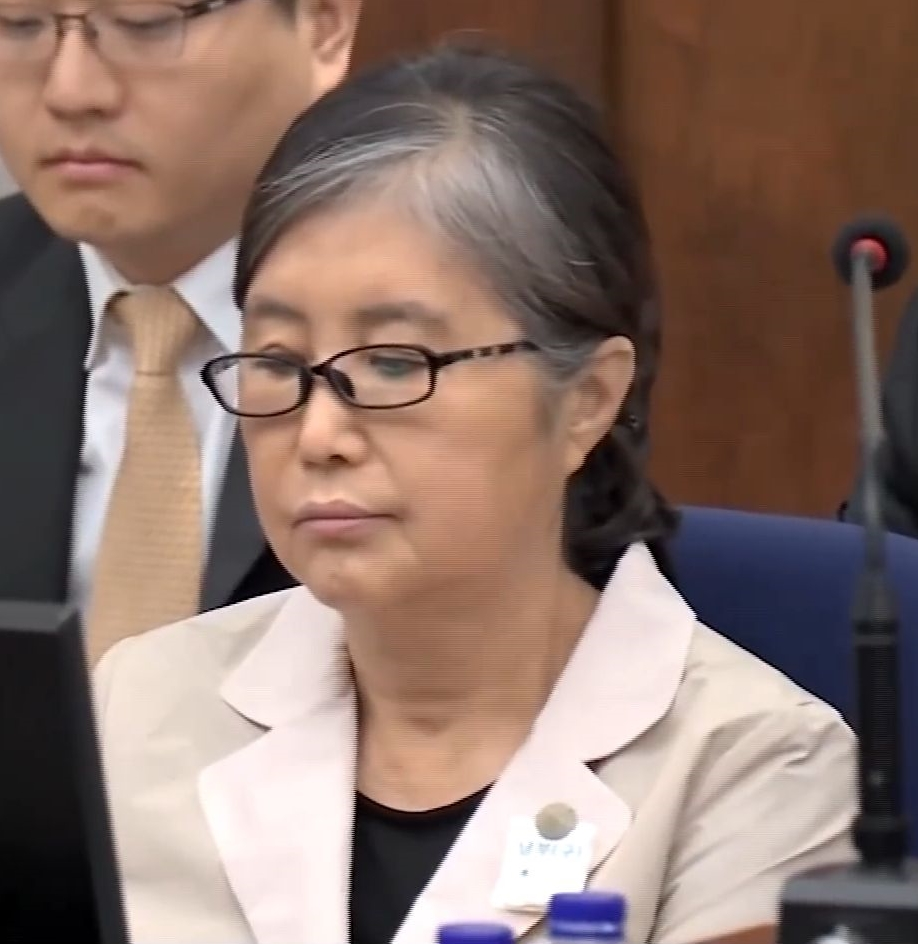
Choi Soon-sil

Choi Soon-sil (phát âm tiếng Hàn: [tsʰwe̞.sun.ɕil]), sinh ngày 23/6/1956 là nhân vật chính trong một vụ bê bối chính trị của Hàn Quốc năm 2016 liên quan đến ảnh hưởng của mình lên Tổng thống thứ 11 của Hàn Quốc Park Geun-hye.

## Cuộc sống cá nhân
Choi là con gái của một nhà lãnh đạo giáo phái Shamanistic - Tin Lành Hàn Quốc, Choi Tae-min. Chồng cũ của bà là Chung Yoon-hoi, cựu Chánh văn phòng của bà Park và là người thành lập một tổ chức tình nguyện mà trước đây bà Park tham gia điều hành. Vận động viên đua ngựa Chung Yoo-ra là người con duy nhất của Choi Soon-sil, cũng bị cáo buộc là có liên quan đến vụ bê bối của mẹ mình.

## Vụ bê bối chính trị của Hàn Quốc
Vụ bê bối liên quan đến cáo buộc rằng Choi Soon-sil can thiệp vào chính sách của chính phủ dù không có chức vụ cụ thể và có tác động vào cuộc sống cũng như công việc của Park. Các công tố viên đã lục soát văn phòng và nhà riêng của Choi. Thư ký của Park đã được lệnh phải từ chức sau vụ bê bối. Tổng thống Park có thể đã ra lệnh cho các công tố viên Hàn Quốc truy tố một nhà báo Nhật Bản, Tatsuya Kato (Cục Seoul trưởng của Sankei Shimbun), về tội phỉ báng đối với báo cáo rằng Tổng thống Park và Chung Yoon-hoi, đã có một cuộc họp bí mật 7 giờ với Choi sau vụ lật phà Sewol.
Tính đến ngày 30/10/2016, Choi Soon-sil đã trở về Hàn Quốc và đang đối mặt với công tố. Ngày 31 tháng 10, bà đã tới văn phòng công tố địa phương, nói với các phóng viên rằng: "Xin hãy tha thứ cho tôi. Tôi xin lỗi. Tôi đã phạm phải một tội lỗi đáng chết". Choi Soon-sil cũng bị bắt giữ ngay sau đó.
Đến ngày 20/12/2016, Choi Soon-sil đã chính thức bị buộc tội can thiệp vào công việc nhà nước và buộc chaebol tặng hàng chục triệu đô la vào các quỹ không minh bạch mà bà kiểm soát.